# Apamea kumaso
Apamea kumaso är en fjärilsart som beskrevs av Shigero Sugi 1963. Apamea kumaso ingår i släktet Apamea och familjen nattflyn. Inga underarter finns listade i Catalogue of Life.